# ロエベ

2014年より使用しているロゴ

ロエベ（Loewe）は、LVMHグループ所属のスペインの革製品・ファッションブランド。
スペイン王室御用達であり、1996年からルイ・ヴィトンなどに代表されるLVMHグループに属している。

## 来歴

### 創成期（1846年〜1910年代）

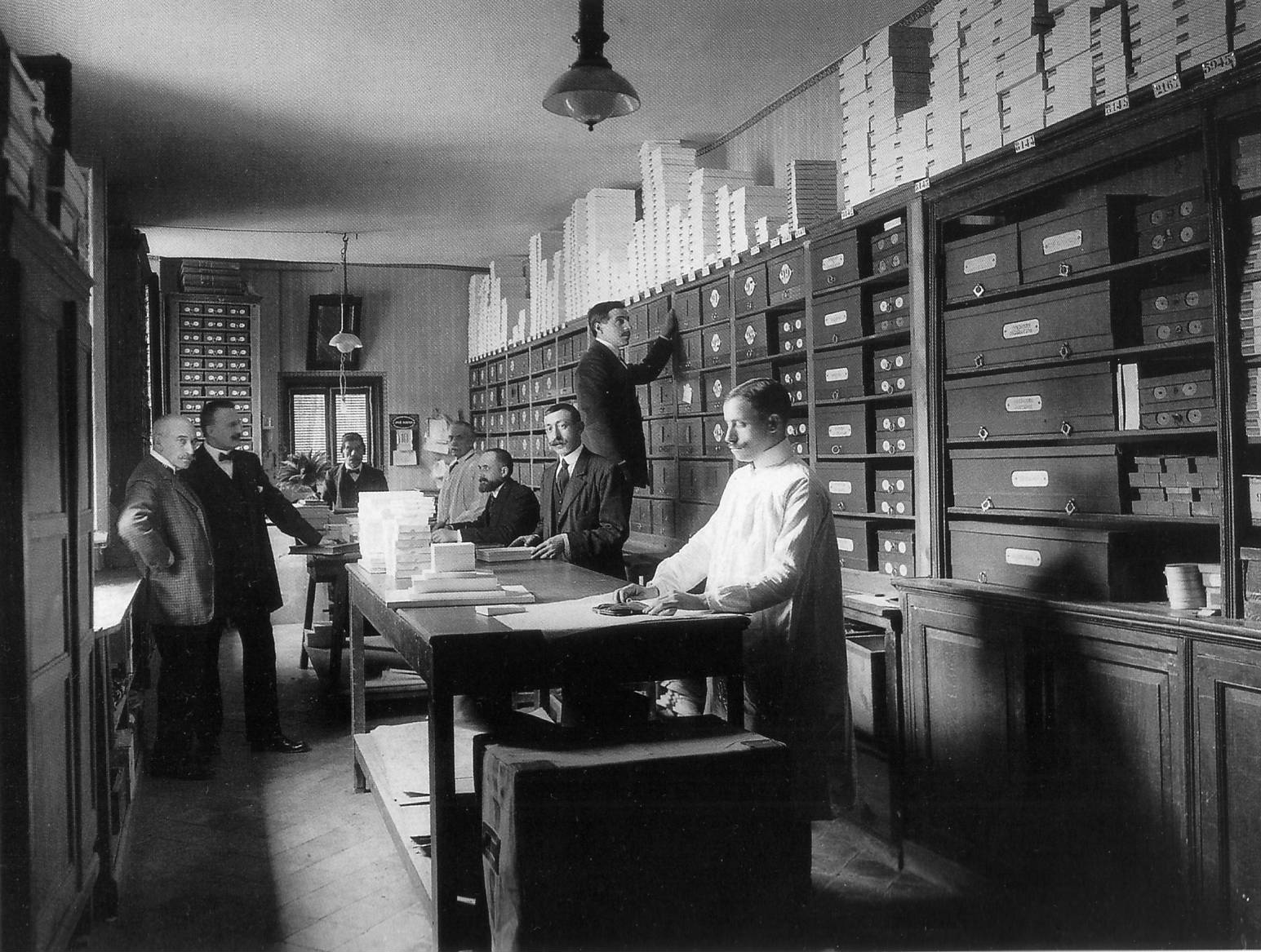
マドリードのロエベ販売店（1905年）

1846年、マドリード市内のロボ通り（現、エチェガライ通り）にて、ルーツとなる皮革工房が数人のスペイン人職人によって開かれたが、当時は、レザーケースやバッグ、財布、葉巻入れ、フレーム、コインケース、煙草入れといったレザー製品のみを扱っていた。
その後の1872年、当時ドイツの職人であったエンリケ・ロエベ・レスベルグ（Enrique LOEWE Roessberg）は、マドリードへ訪れてエチェガライ通りのこの工房を見学した際、職人達の技術、そして素材や品質の高さに感銘を受け、パートナーとして工房で働くことになった。その後、マドリード市内のムンタニョラ家の子女との婚姻を機に資金援助を受けることとなるなか、手掛ける製品がマドリードの貴族達を魅了するようになり、それにともなって工房の規模も徐々に大きくなり、1892年には、当時マドリード市内の流行の発信地として名の通っていたプリンシペ通りにて、店舗併設型の工房であるE.ロエベブティックを開いた。この頃より、製品全てにLeather Goods Factory（レザーグッズファクトリー）というエンブレムが施されるようになり、また、婦人用ハンドバッグの製作もスタートされた。
1905年には、当時有力な顧客であったコンキスタ公爵夫人によってスペイン王室に紹介され、高品質でオリジナリティ溢れるロエベの製品が高く評価されたことにより、アルフォンソ13世から王室御用達の称号を授かった。

### 国内での事業拡大と海外の貴族からの注目の高まり（1910年代〜1950年代）

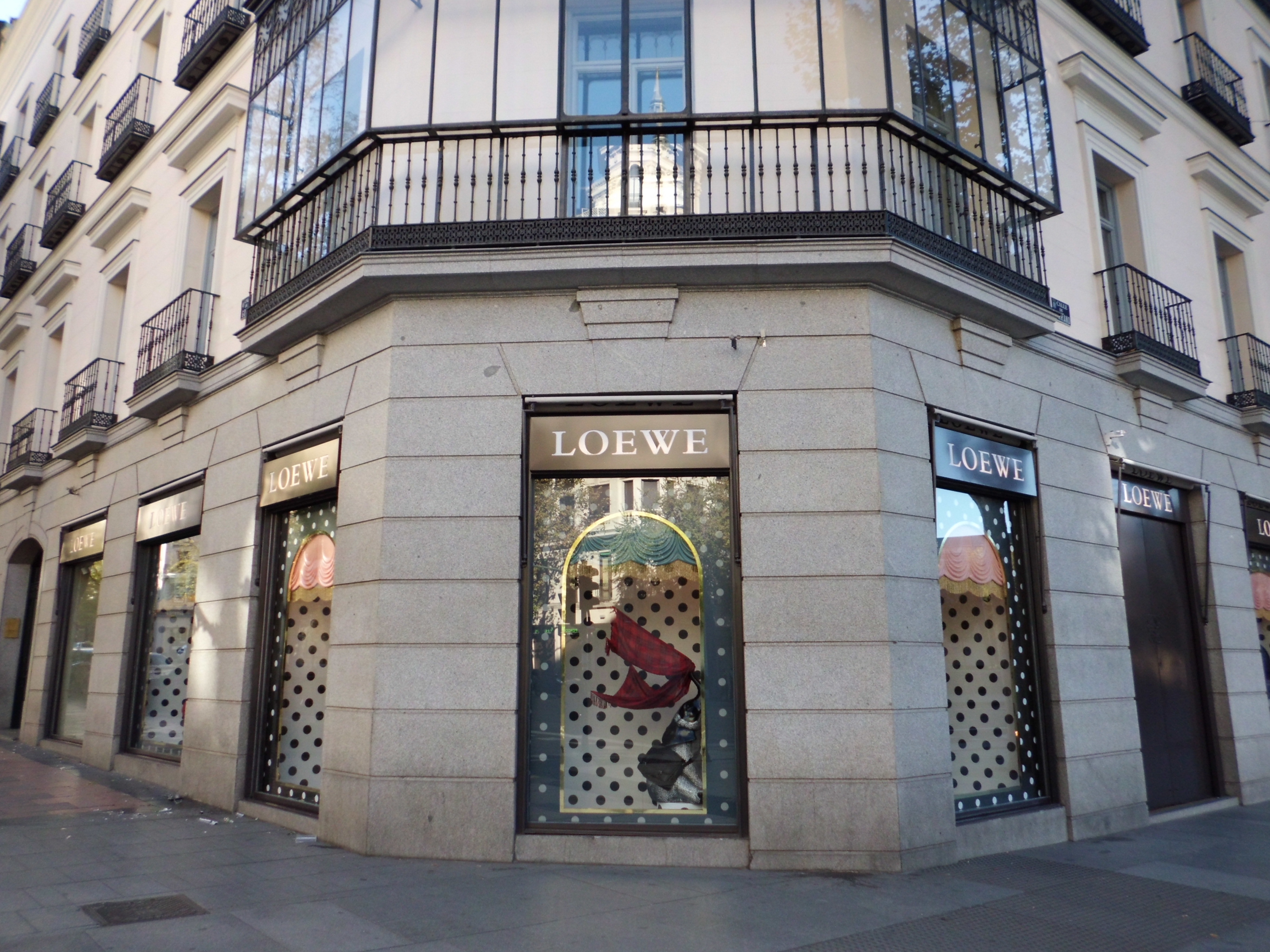
マドリードのロエベ旗艦店

この頃より国内での事業拡大を始めるようになり、バルセロナでの2号店オープンを皮切りに、国内主要都市にて続々と店舗をオープンし、それにともなった各所からの注文増にあわせて、1949年には主要工場も建設している。
この頃より製品領域も拡がり、新たにトラベル用品やインテリア小物、靴、ギフト製品が商品ラインナップに加わったことに加え、当時スペインに輸入されていた海外ブランドの販売権も獲得、シャルル・ジョルダンやロジェ・ヴィヴィエ、クロエ、クリスチャン・ディオールといったブランド製品の販売も手掛けるようになった。
また1939年には、マドリードのビジネスの中心地でもあったグラン・ビア8番地にて、半円形のショーウインドウが特徴的なグラン・ビア店をオープンするが、ブティックの建設には、高名な建築家であるフランシスコ・フェレ・パルトロメが携わり、半円形のショーウインドウは、店先の通行人の目から店内をカモフラージュする効果があり、このような造りがラグジュアリー、洗練といったロエベのイメージを一層強めることとなった。
1945年から1978年にかけては、デザイナー兼アート・ディレクターのホセ・ペレス・デ・ロサスがショーウインドウの設計に携わり、商品のディスプレイに留まらない、エレガントでかつ豪華で洗練された夢の舞台を演出したショーウインドウが話題となった。1950年代からは、ヨーロッパを中心に様々な国の貴族がロエベに訪れるようになり、グラン・ビア店のゲストブックには、当時のモナコ王妃であったグレース・ケリーなどといった名高い貴族の名が記されるようになった。

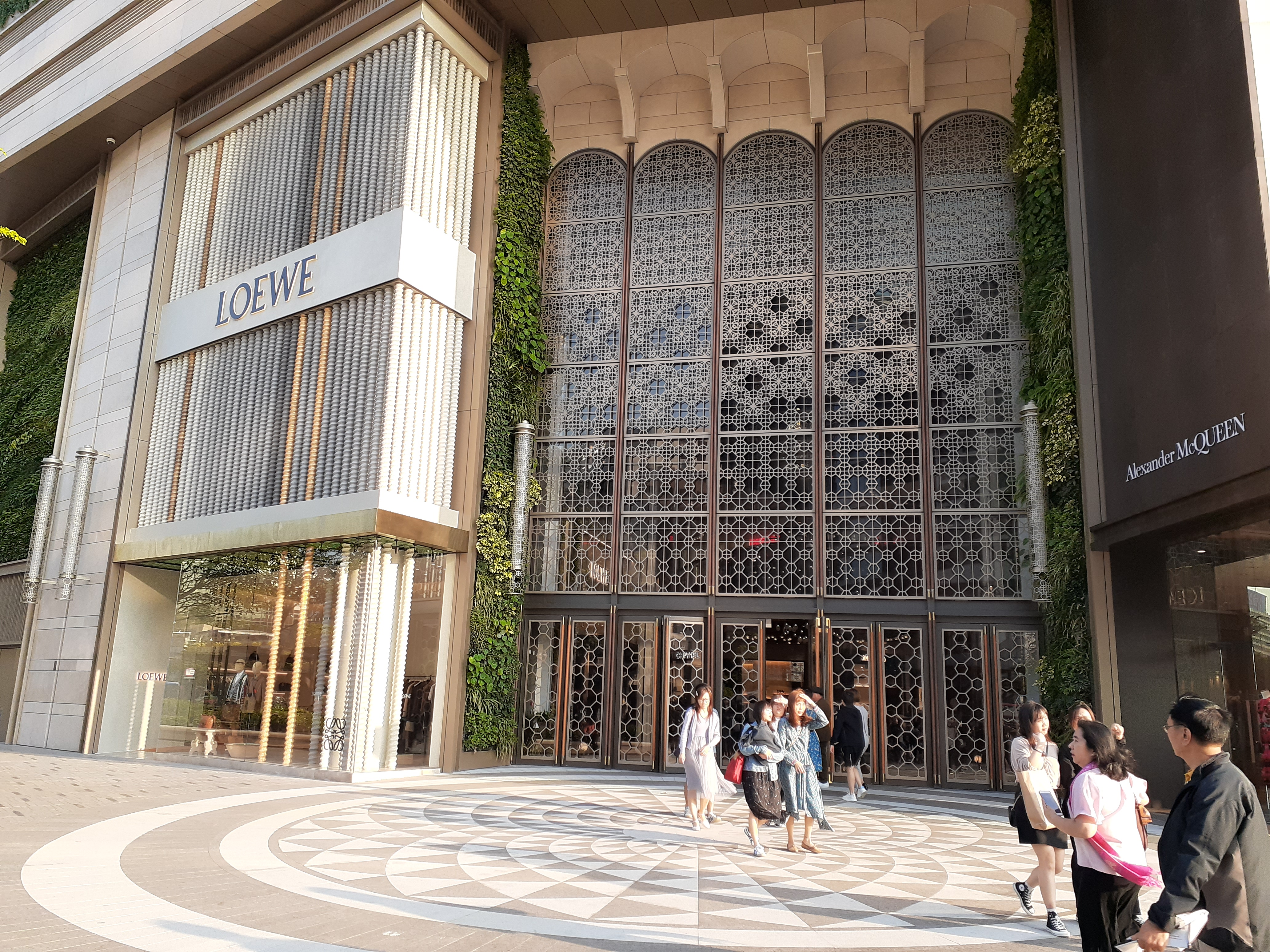
香港のロエベ販売店

1959年には、マドリード市内のセラーノ通りに床面積900m2のブティックをオープンしたが、この店舗の建設にはスペインでも最も権威のある建築家、ハビエル・カルバハルが携わっており、当時のスペインでは馴染みの薄かったスカンジナビアスタイルと呼ばれる内装と外装にコントラストを効かせた店舗コンセプトが、アバンギャルドなブランドといった新たなロエベの評価を得るきっかけとなった。

### 海外への進出とLVMHグループ入り（1950年代〜現在）
エンリケ・ロエベ・ナッペは、マドリードとバルセロナにそれぞれ拠点を構えて事業を展開するようになった。1965年からは、ロエベ・ナッペの息子エンリケ・ロエベ・リンチが事業に参画し、婦人向けの新ブランドウィメンズ・プレタポルテを開始、最初のデザイナーとしてカール・ラガーフェルドやラウラ・ビアジョッティを迎えた。1970年代には海外進出も始めた。

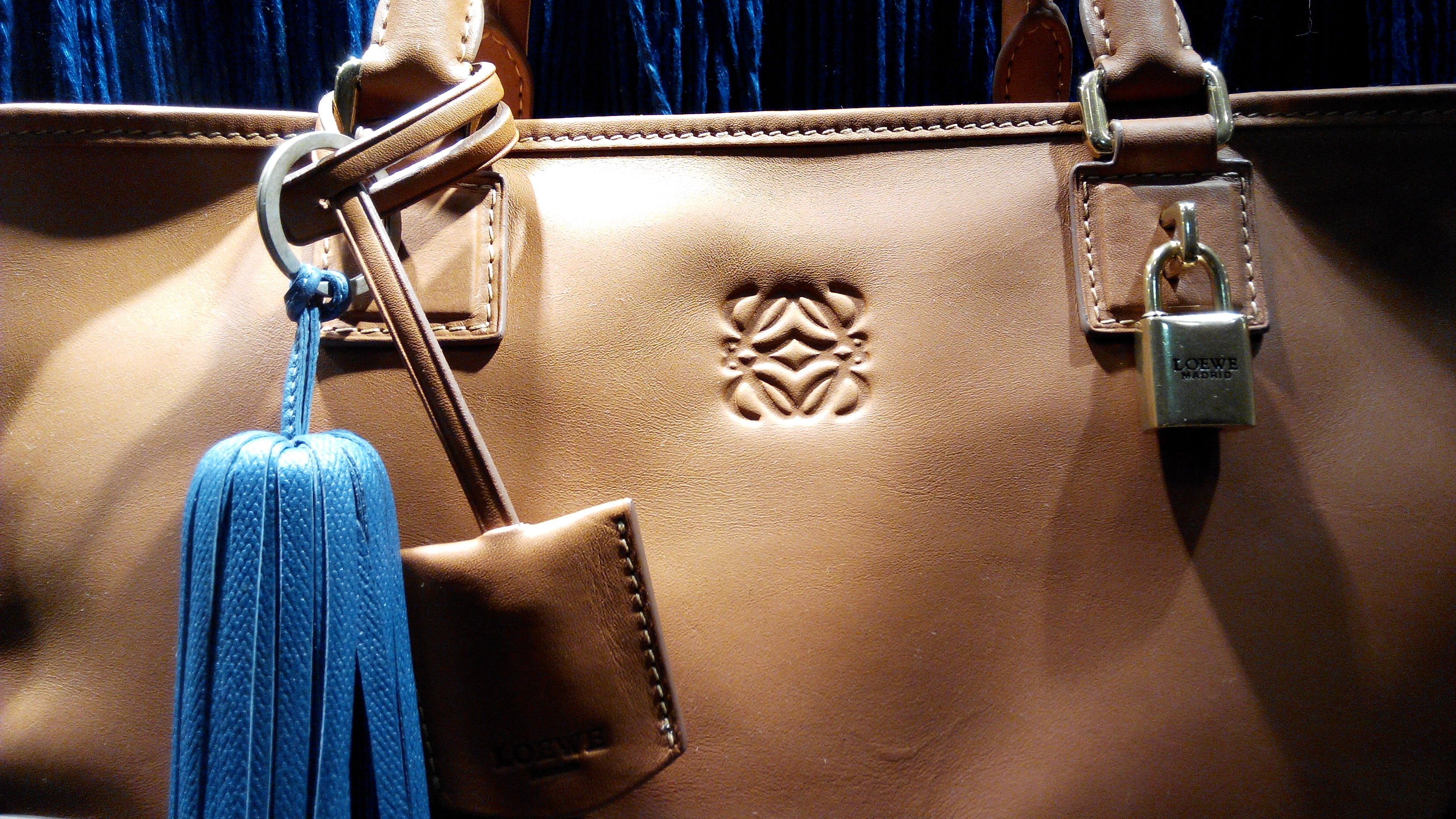
香港“時代廣場”に展示されているロエベのバッグ

1990年代からはコレクションのデザインをナルシソ・ロドリゲスが手掛け、現在は、ホセ・エンリケ・オナ・セルファがクリエイティヴ・ディレクターを務めている。また1983年からは、ホセ・ルイス・トリビオがデザインを手掛ける（現在はフランシスコ・ポコービが手掛ける）紳士向けのメンズ・プレタポルテを展開、1987年には初の紳士物専門ブティックがマドリードにオープンした。
1985年12月にはルイ・ヴィトンと販売契約を締結した。1989年にはフランス・パリのアヴェニュー・モンテーニュに海外初のブティックをオープンし、その後も世界の主要都市でブティックを展開するようになった。
1996年には、ルイ・ヴィトンなどの多数の高級ブランドを抱えるコングロマリットLVMHグループの傘下に入り、レザー製品とプレタポルテの2分野を中心に事業展開を進めている。
2014年、クリエイティブ・ディレクターにジョナサン・アンダーソンが就任。主にバッグ・財布類に描かれている、Lを4個組み合わせたブランドロゴのビジュアルが手直しされ、一部商品のテイストの刷新が行われた。6月、同じLVMHグループのブランドとともに入居している表参道ONEビルの表参道店をリニューアルオープンした。

## ショップ

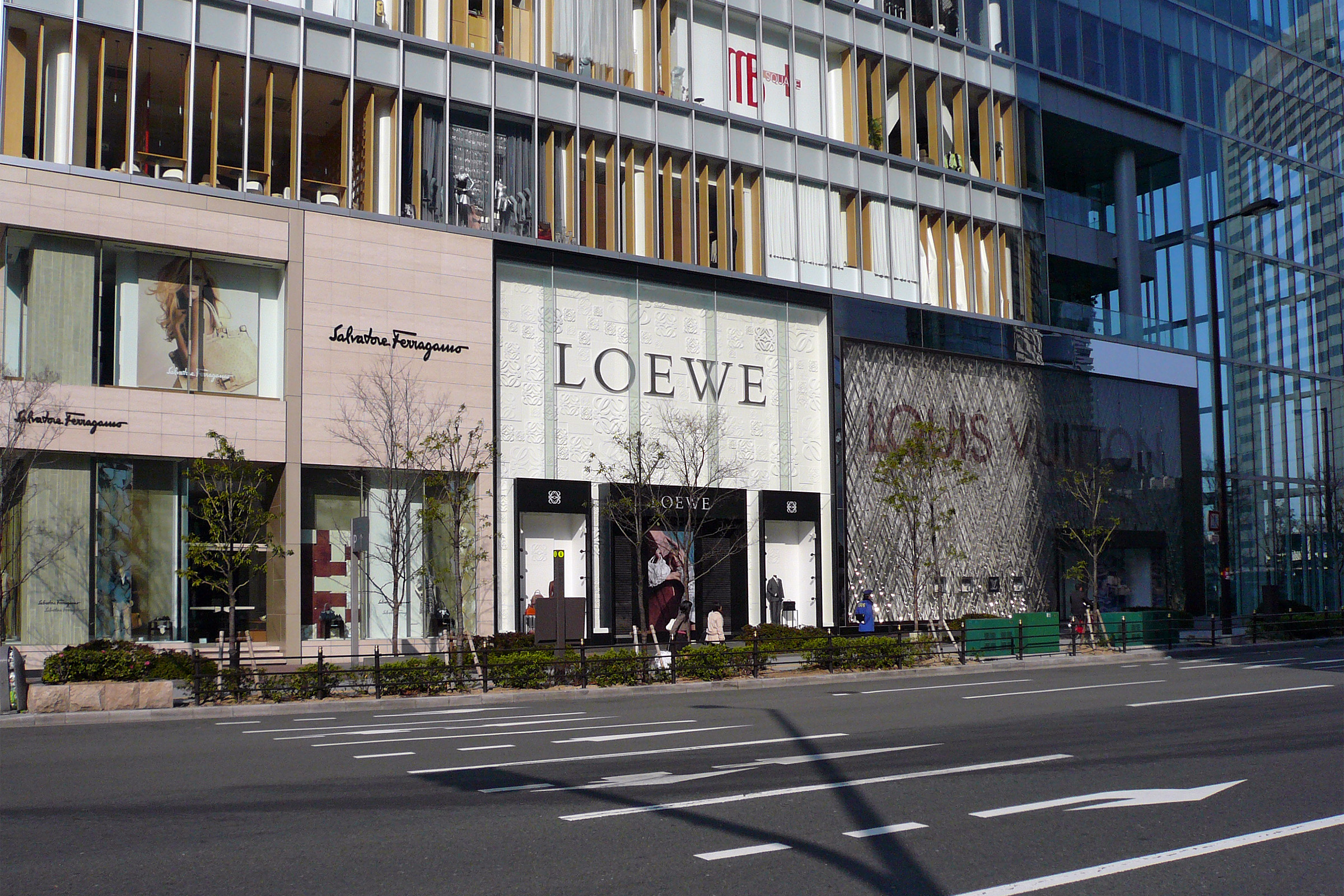
日本のロエベ販売店

マドリード、バルセロナを中心に、ロンドン、パリといったヨーロッパの主要都市の他、サンフランシスコ、メキシコシティ、ボゴタといった北中南米の主要都市、東京、大阪、北京、上海、香港、ソウル、バンコク、ジャカルタ、シドニー、ホノルルといったアジア・太平洋の主要都市等、世界各国に出店している。